# Mkako
Mkako ist ein Verwaltungsbezirk (Ward) des Distrikts Mbinga in der tansanischen Region Ruvuma.

## Geografie
Mkako liegt im Südwesten von Tansania etwa 55 Kilometer Luftlinie westlich der Regionshauptstadt Songea. Der Bezirk grenzt im Norden an Amani Makoro, im Osten an Magagula und im Süden und Westen an Kigonsera. Bei der Volkszählung 2022 lebten 10.299 Menschen in 2829 Haushalten auf einer Fläche von 110 Quadratkilometern.

## Gliederung
Der Bezirk besteht aus drei Gemeinden (Mtaa) mit 18 Orten (Kitongoji):
| Mkako - Dodoma - Mnazi Mmoja - Kitai - Yerusalemu - Manzese - Zambia - Kihoko | Kihuruku - Lami Juu - Lami Kati - Mbinga - Miembeni | Lihale - Muungano - litembo - Mfaranyaki - Magurumbasi - Miembeni - Mtulanjiwa - Intake |

## Wirtschaft und Infrastruktur
- Bildung: Im Bezirk liegen drei weiterführende Schulen.[8] Die Mkako Secondary School ist eine staatliche,[9] die Akilimali Secondary School eine private Tagesschule.[10] Die Likonde Seminary Secondary School wird von der römisch-katholischen Kirche geleitet und unterhält über das Bistum Mbinga eine Partnerschaft zum Bistum Würzburg.[11]
- Gesundheit: In den drei Gemeinden Mkako,[12] Kihuruku[13] und Lihale[14] befindet sich je eine staatliche Apotheke.